# Перхлорат галлия(III)
Перхлорат галлия(III) — неорганическое соединение, 
соль галлия и хлорной кислоты с формулой Ga(ClO4)3,
бесцветные кристаллы,
растворяется в воде,
образует кристаллогидраты.

## Получение
- Растворение галлия в кипящей хлорной кислоте:

{\displaystyle {\mathsf {2Ga+6HClO_{4}\ {\xrightarrow {}}\ 2Ga(ClO_{4})_{3}+3H_{2}\uparrow }}}
- Безводную соль получают сушкой кристаллогидрата в вакууме:

{\displaystyle {\mathsf {Ga(ClO_{4})_{3}\cdot 6H_{2}O\ {\xrightarrow {155^{o}C,vacuum}}\ Ga(ClO_{4})_{3}+6H_{2}O}}}

## Физические свойства
Перхлорат галлия(III) образует бесцветные кристаллы.
Растворяется в воде. О растворимости в этаноле противоречивые сведения — от слабо растворимого, до хорошо растворимого.
Образует кристаллогидраты состава Ga(ClO4)3•n NH3, где n = 6 и 9,5. Состав кристаллогидрата зависит от кислотности маточного раствора при кристаллизации.

## Химические свойства
- Кристаллогидраты разлагаются при нагревании:

{\displaystyle {\mathsf {Ga(ClO_{4})_{3}\cdot 9,5H_{2}O\ {\xrightarrow[{-H_{2}O}]{80^{o}C}}\ Ga(ClO_{4})_{3}\cdot 6H_{2}O\ {\xrightarrow[{-H_{2}O}]{175^{o}C}}\ GaO_{x}(ClO_{4})_{y}\ {\xrightarrow[{-ClO_{2},O_{2}}]{T}}\ Ga_{2}O_{3}}}}

## Применение
- Используется в качестве исходного продукта для получения различных соединении галлия.